# Волас (Ајдахо)
Волас (енгл. Wallace) град је у америчкој савезној држави Ајдахо.

## Демографија
По попису из 2010. године број становника је 784, што је 176 (-18,3%) становника мање него 2000. године.
| Група             | 2000.       | 2010.       |
| Белци             | 898 (93,5%) | 740 (94,4%) |
| Афроамериканци    | 0 (0,0%)    | 1 (0,1%)    |
| Азијати           | 1 (0,1%)    | 2 (0,3%)    |
| Хиспаноамериканци | 21 (2,2%)   | 18 (2,3%)   |
| Укупно            | 960         | 784         |